# Saladinův orel

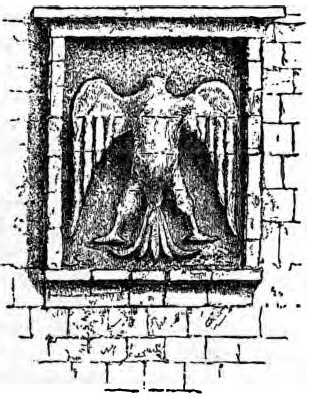
Náčrtek originálu Saladinova orla

Čistý Saladinův orel

Saladinův orel je heraldický symbol, užívaný jako státní znak Egypta a zobrazován i na jeho vlajkách. Kresba je inspirována sochou na zdi jedné z káhirských budov (Káhirské citadely), kterou údajně nechal postavit sultán Saladin (1138–1193). Předpokládá se, že orel mohl být jeho symbolem, pro tuto teorii však existuje jen málo důkazů.
Heraldický Saladinův orel je nejčastěji zlatý orel s černými letkami a ocasními pery, na jehož hruď byl položen štít v panarabských barvách (červeno-bílo-černých). Orel stojí na zlaté kartuši s černým opisem názvu státu v arabském kúfickém písmu.
Tento znak byl předlohou pro státní znaky několika dalších arabských zemí užívané v minulosti i současnosti. Saladinovské znaky se liší pouze detaily, jiný je především srdeční štítek a stuha s nápisem:
- Egypt – 1958–1971 a 1984–současnost, v několika variantách
- Irák – 1965–současnost, v několika variantách
- Jemen – 1967–1990 v Jižním, 1962–1966 v Severním Jemenu
- Libye – 1969–1972
- Sýrie – 1958–1961
- Palestina – ?

Státní znak Egypta
Státní znak Iráku
Státní znak Jižního Jemenu (1967–1990)
Státní znak Severního Jemenu (1962–1966)
Státní znak Libye (1969–1972)
Státní znak Sýrie v rámci Sjednocené arabské republiky (1958–1961)
Znak Palestiny

## Současná státní symbolika
V současnosti se kromě Egypta užívá saladinovský orel jako státní znak Iráku a znak Státu Palestina. Egypt užívá zobrazení Saladinova orla i na svých vlajkách, ovšem rozdílných od státního znaku:

Egyptská vlajka Poměr stran: 2:3
Detail znaku z egyptské vlajky
Egyptská válečná vlajka Poměr stran: 2:3
Egyptská námořní válečná vlajka Poměr stran: 2:3
Detail znaku z egyptské námořní válečné vlajky

## Historická státní symbolika

### Egypt
První egyptský státní znak zobrazující saladinova orla byl zaveden v únoru 1958, v souvislosti se vznikem Sjednocené arabské republiky, spojením Egypta a Sýrie. Egypt užíval znak, přes několik změn názvů států a členství v několika federacích, až do druhého ustanovení Federace arabských republik, kdy se od 1. ledna 1972 změnil znak na sokola Kurajšovců.
Po vystoupení Egypta v říjnu 1984 se federace rozpadla a Egypt se vrátil k Saladinovu orlu. Ten byl zaveden 5. října 1984.

Státní znak Egypta v rámci Sjednocené arabské republiky (1958–1971)

### Irák
Saladinovský orel je na iráckém státním znaku od roku 1965. V roce 1963 se připravovalo spojení Iráku s Egyptem a Sýrií. Byla zavedena nová státní vlajka ale znak (také podle egyptského vzoru) byl zaveden až 26. března 1965 a v platnost vstoupil 2. července. Na hrudi saladinovského orla s černými perutěmi a ocasem byl položen štít v barvách irácké, svisle vyvěšené vlajky (červeným, bílým a černým svislým pruhem) se třemi zelenými, pod sebou umístěnými hvězdami. Orel stál na zeleném, zlatě lemovaném podkladu s nápisem al-Džumhúríja al-'irákíja. Znak byl zaváděn velmi zvolna, ještě v roce 1967 byla země sporadicky reprezentována předchozím znakem z roku 1959.
V roce 1992 došlo ke změně státního znaku. Pruhy na štítu dostaly horizontální polohu a mezi hvězdy byl (stejně jako na vlajce ze 14. ledna 1991) přidán zelený nápis Allāhu Akbar (Takbír).
K další změně státního znaku došlo v roce 2004 a k poslední změně roku 2007 nebo 2008 (byly odstraněny hvězdy ze štítu).

Irácký státní znak (1965–1991)
Irácký státní znak (1992–2004)
Irácký státní znak (2004–2008)

### Jemen
Jemen vznikl v roce 1990 sloučením Jižního a Severního Jemenu. Jižní užíval státní znak zobrazující saladinovského orla v letech 1967–1990, Severní v letech 1962–1966. Severní Jemen poté v letech 1966–1974 užíval znak vycházející ze znaku předchozího a obsahující prvky Saladinova orla. Sjednocený Jemen již užívá státní znak jiný.

Státní znak Severního Jemenu (1966–1974)

### Libye
První a zároveň poslední libyjský znak zobrazující saladinovského orla byl prvním znakem Libyjské arabské republiky. Ta vznikla 1. září 1969 po vojenském puči v čele s Muammarem Kaddáfím, kterým zaniklo Libyjské království. Státní znak první republiky byl inspirován egyptským znakem a snahou o vytvoření arabské federace (kromě Libye měly být členy Egypt, v té době až do roku 1971 Sjednocená arabská republika, a Súdán). Znak byl užíván do 1. ledna 1972, kdy byla ustanovena Federace arabských republik (Libye, Egypt a Sýrie). Nově přijatý znak a znaky následující již byly tvořeny sokolem, symbolem kmene Kurajšovců.

### Palestina
Saladinovský znak Státu Palestina je odlišný od znaku Palestinské autonomie. Na něm je barva orla stříbrná.

Znak Palestinské autonomie

### Sýrie
První a zároveň poslední syrský státní znak zobrazující saladinovského orla byl zaveden 22. února 1958, v souvislosti se vznikem Sjednocené arabské republiky, spojením Egypta a Sýrie. Znak byl užíván do 28. září 1961 (rozpadu federace, státním převratu a vyhlášení Syrské arabské republiky). Před i po této federaci byl užíván znak se sokolem, symbolem kmene Kurajšovců.